# Kathleen Aerts
Kathelijne Elisabeth Maria (Kathleen) Aerts (Geel, 18 juni 1978) is een Vlaams zangeres, (musical)actrice, schrijfster en presentatrice. Ze werd vooral bekend als zangeres in de meidengroep K3.

## Biografie

### Begin carrière en K3 (1998-2009)

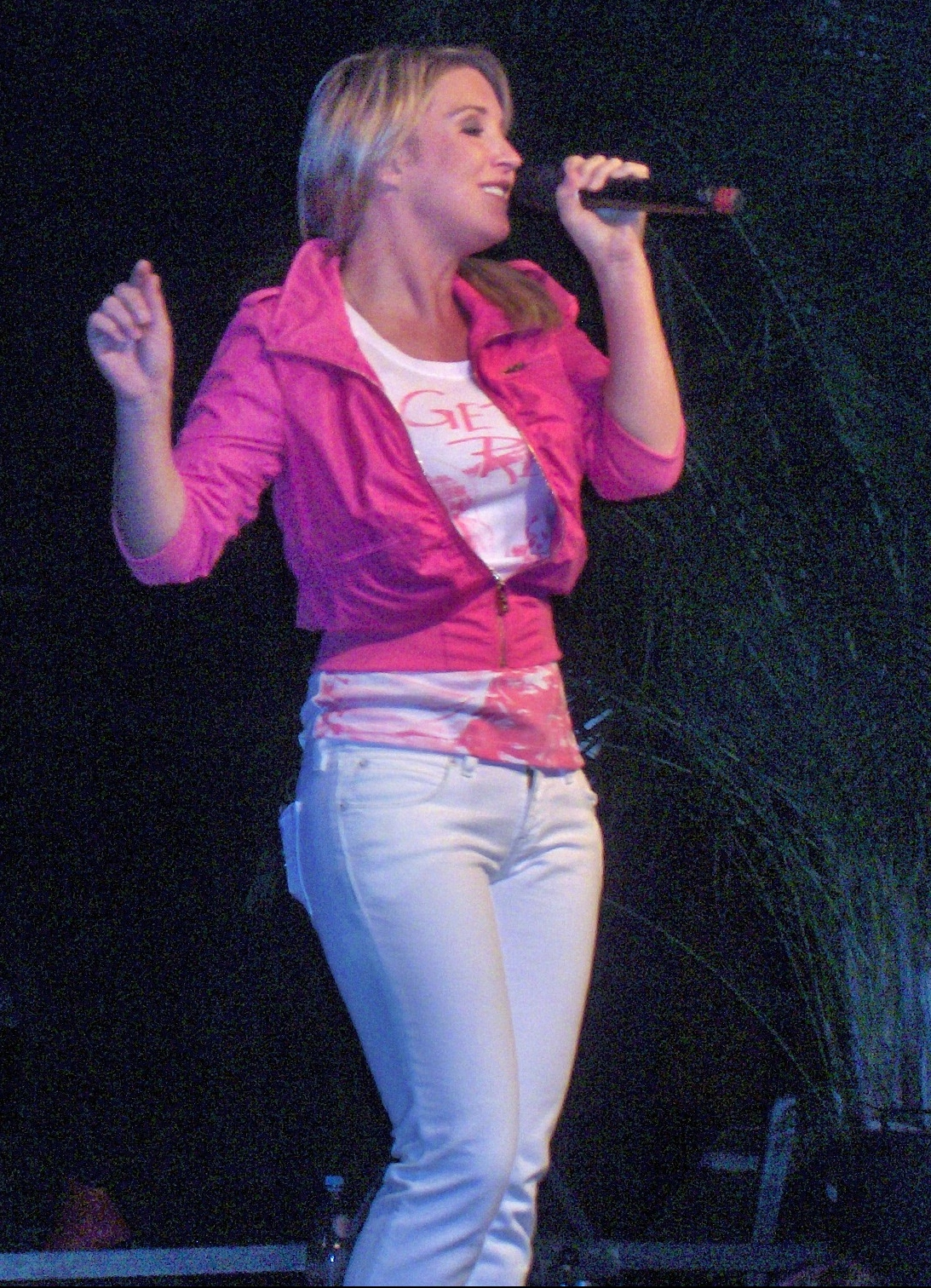
Kathleen Aerts tijdens een optreden te Oostende op 4 april 2010

Aerts is al sinds jonge leeftijd bezig met zingen en muziek. Ze deed tussen 1992 en 1995 onder meer ervaring op als lid van de groep Wonderful Game en werd bekend dankzij haar twee deelnames aan de Vlaamse versie van de Soundmixshow: in 1995 werd ze derde met het nummer Grow A Baby van de Belgische popgroep Pop In Wonderland en in 1997 behaalde ze de halve finale met Chirpy chirpy cheep cheep van Middle of the Road. In 1998 kreeg Aerts een plaats in het ensemble in de Studio 100-musical Sneeuwwitje. Toen de hoofdrolspeelster, Sanne, weigerde de prins in de musical te kussen, werd Aerts naar voren geschoven als haar vervangster. Nog in datzelfde jaar nam ze onder de artiestennaam Cath haar eerste single op: My love won't let you down. Dit nummer, een cover van de Waalse zangeres Nathalie Gabay, behaalde echter geen notering in de hitparade. 
Naast haar muzikale activiteiten volgde Aerts de normaalschool in de richting talen en wiskunde. Ze studeerde eind jaren negentig af als onderwijzeres.
Van 1998 tot en met 2009 zong Aerts in de Vlaamse meidengroep K3, waarmee ze zowel in Vlaanderen als in Nederland grote successen boekte. Op 23 maart 2009 maakte Aerts bekend de groep na 10 jaar te verlaten. De overige leden, Karen Damen en Kristel Verbeke, vonden later dat jaar een opvolgster in de Nederlandse Josje Huisman. Aerts legde weer contact met haar oude manager (en K3-bedenker) Niels William, waarmee zij niet alleen afscheid nam van K3, maar mede van Studio 100. Op 28 juni 2009 gaf ze haar laatste optreden met K3. In tegenstelling tot eerdere berichten ambieerde Aerts geen carrière als schlagerzangeres.
Tijdens haar periode bij K3 hield Aerts zich ook bezig met nevenactiviteiten. Zo speelde ze in het voorjaar van 2005 enige weken de hoofdrol in de musical De kleine zeemeermin, ter vervanging van Kim-Lian van der Meij. Deze voorstellingen vonden plaats in het Efteling Theater in de Efteling in Kaatsheuvel. Op 8 oktober 2008 werd Aerts in Genk voorgesteld als meter van de Mediclowns in de Kempen. De opbrengst van de kerstconcerten die zij op 28, 29 en 30 december van dat jaar gaf, in Cultuurcentrum De Werft in Geel, schonk zij aan deze organisatie.

### Na K3 (2009-heden)

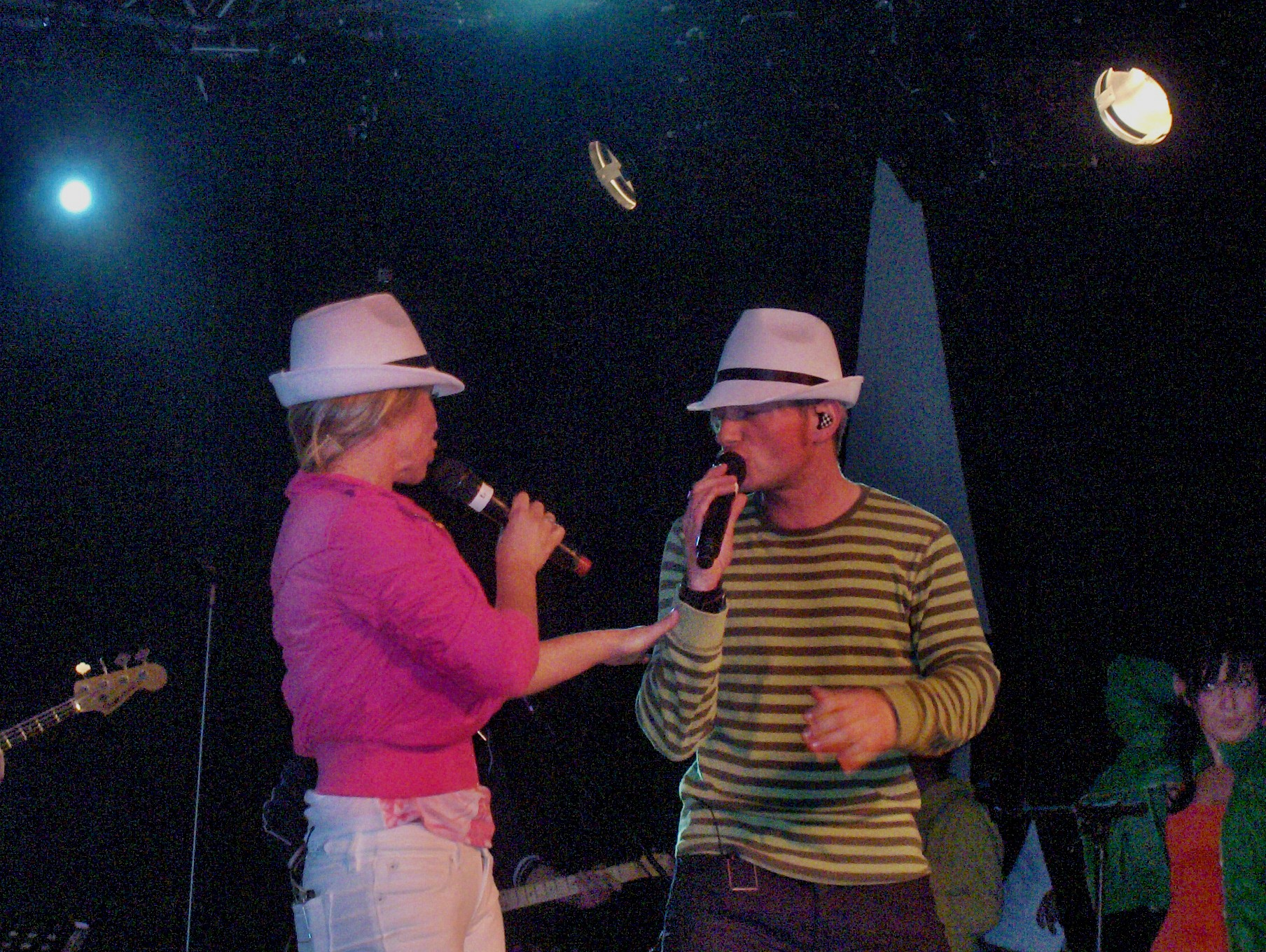
Kathleen Aerts en Tom Olaerts van de Ketnetband tijdens een eerste gezamenlijk optreden te Oostende op 4 april 2010

In samenwerking met het Soweto Gospel Choir bracht Aerts op 5 juni 2009 haar solosingle Zumba Yade uit. Een deel van de opbrengst van de single kwam ten goede aan wereldwijde UNICEF-projecten. De single bereikte in juli 2009 de top 3 van de Nederlandse Single Top 100 en in Vlaanderen de top 20 van de Ultratop 50. Tijdens de Radio 2 Zomerhit-show in Middelkerke ontving Aerts een gouden plaat voor de verkoop van meer dan tienduizend singles van Zumba Yade in Vlaanderen en Nederland.
In oktober 2009 verscheen haar boek Mijn leven als K1, waarin ze onder meer schrijft over haar tijd bij K3 en het overlijden van haar vader in 2005. Het boek werd een maand later gevolgd door haar eerste solo-album Kathleen in symfonie. Daarop stonden twaalf nummers met onder meer een duet met Danny de Munk. In 2010 zong Aerts tijdelijk bij de Ketnetband. Vanaf 28 augustus 2010 was ze vijf weken te zien in de jury van het RTL 4 (Nederland) & VTM (België) televisieprogramma My Name Is. Begin september 2010 maakte Aerts bekend dat ze weer kindermuziek zou gaan maken.
Begin oktober 2012 was Aerts te zien als de moeder van Madelief in de bioscoopfilm Sint & Diego: De Magische Bron van Myra. Half november 2012 kwam haar tweede soloalbum uit met de titel Dag Sinterklaasje, waarvoor Aerts voor het eerst zelf liedjes had geschreven en oude Sinterklaasliedjes in een nieuw jasje had gestoken. Het album behaalde de 14de plaats in de Vlaamse Ultratop 200 en stond ook genoteerd in de Nederlandse Album Top 100.
Haar derde album Vlinders verscheen in oktober 2013. Eerder dat jaar waren de singles Hey chickie en Vliegen al uitgebracht, die als voorlopers voor het album moesten dienen. Het nummer Vliegen was in 2010 al op televisie te zien geweest met een clip; het nummer had toen echter de titel Piloot.
In september 2015 heeft Aerts een eigen televisiereeks op vtmKzoom gepresenteerd, waarin ze zingt, danst en tekent met kinderen. In dat jaar verscheen ook haar boek over de jongdementie van haar moeder: Voor altijd mijn mama. Leven met jongdementie.
In 2016 verscheen met Die roos haar eerste single in het Afrikaans. Een jaar later nam ze in diezelfde taal de single Afrika op, die tevens tot de soundtrack behoorde van de film F.C. De Kampioenen: Kampioenen Forever. In september 2017 bracht ze haar derde boek uit: Lilly en Max in de wereld van oma. Dit is haar eerste boek voor kinderen.
In 2020 deed Aerts als Zeemeermin mee aan de televisieshow The Masked Singer. Hier werd ze na lange tijd herenigd met Karen Damen, die in de jury van het programma zetelde. Ze viel af in aflevering 5. Ze deed in 2021 samen met haar gezin mee in haar eigen reality-reeks Villa Zuid-Afrika .

## Filmografie
- Regi Academy (2022) - als jurylid
- Villa Zuid-Afrika (2021) - als zichzelf
- Vlaanderen Vakantieland (2013) - als zichzelf
- Sint & Diego en de magische bron van Myra (2012) - als Carmen
- My Name Is (2010) - als jurylid
- Ranking the Stars (2009-2010) - als zichzelf
- K2 zoekt K3 (2009) - als zichzelf, gastrol
- Fata Morgana (2007) - als zichzelf
- K3 en de kattenprins (2007) -  als Kathleen van K3, hoofdrol
- Piet Piraat en het vliegende schip (2006) - als vleesetende plant (stem)
- K3 en het ijsprinsesje (2006) - als Kathleen van K3, hoofdrol
- F.C. De Kampioenen (2005) - als Kathleen van K3, gastrol
- K3 en het magische medaillon (2004) - als Kathleen van K3, hoofdrol
- De Wereld van K3 (2003-2009) - als Kathleen van K3, de presentatrice
- Samson & Gert (2000, 2002) - als Kathleen van K3, gastrol
- Eurosong (1999) - als zichzelf

## Musicals
| Jaar       | Productie            | Rol                  | Producent  |
| ---------- | -------------------- | -------------------- | ---------- |
| 1998       | Sneeuwwitje          | Sneeuwwitje          | Studio 100 |
| 2002-2003  | Doornroosje          | Goede fee Kathalenia | Studio 100 |
| 2003, 2007 | De 3 Biggetjes       | Knorri               | Studio 100 |
| 2005       | De Kleine Zeemeermin | Kleine Zeemeermin    | Studio 100 |

## Privé
Aerts is sinds 12 juni 2010 getrouwd en heeft twee zonen. In 2015 verhuisde ze met haar gezin en haar moeder naar Paarl, Zuid-Afrika.

## Discografie

### Albums
| Album met eventuele hitnotering(en) in de Nederlandse Album Top 100 | Datum van verschijnen | Datum van binnenkomst | Hoogste positie | Aantal weken | Opmerkingen |
| ------------------------------------------------------------------- | --------------------- | --------------------- | --------------- | ------------ | ----------- |
| Dag Sinterklaasje                                                   | 02-11-2012            | 17-11-2012            | 54              | 2            |             |

| Album met hitnotering(en) in de Vlaamse Ultratop 200 albums | Datum van verschijnen | Datum van binnenkomst | Hoogste positie | Aantal weken | Opmerkingen |
| ----------------------------------------------------------- | --------------------- | --------------------- | --------------- | ------------ | ----------- |
| Kathleen in symfonie                                        | 30-11-2009            | 05-12-2009            | 21              | 12           |             |
| Dag Sinterklaasje                                           | 02-11-2012            | 10-11-2012            | 14              | 11           |             |
| Vlinders                                                    | 28-10-2013            | 09-11-2013            | 24              | 13           |             |

### Singles
| Single met eventuele hitnotering(en) in de Nederlandse Top 40 | Datum van verschijnen | Datum van binnenkomst | Hoogste positie | Aantal weken | Opmerkingen                                          |
| ------------------------------------------------------------- | --------------------- | --------------------- | --------------- | ------------ | ---------------------------------------------------- |
| Zumba yade                                                    | 05-06-2009            | -                     |                 |              | met Soweto Gospel Choir / Nr. 3 in de Single Top 100 |
| Feest voor iedereen                                           | 05-11-2012            | -                     |                 |              | met Diego / Nr. 23 in de Single Top 100              |

| Single met hitnotering(en) in de Vlaamse Ultratop 50 | Datum van verschijnen | Datum van binnenkomst | Hoogste positie | Aantal weken | Opmerkingen                                                 |
| ---------------------------------------------------- | --------------------- | --------------------- | --------------- | ------------ | ----------------------------------------------------------- |
| My love won't let you down (Mon cœur qui craque)     | 1998                  | -                     | -               | -            | uitgebracht als Cath                                        |
| Zumba yade                                           | 05-06-2009            | 20-06-2009            | 11              | 9            | met Soweto Gospel Choir / Nr. 1 in de Vlaamse Top 10 / Goud |
| De Sinterklaas polonaise                             | 08-10-2012            | 03-11-2012            | tip14           | -            | Nr. 2 in de Vlaamse Top 10                                  |
| Hey chickie                                          | 2013                  | 15-06-2013            | tip15           | -            | Nr. 2 in de Vlaamse Top 10                                  |
| Vliegen                                              | 2013                  | 28-09-2013            | tip15           | -            | Nr. 3 in de Vlaamse Top 10                                  |
| Juffrouw                                             | 2013                  | 07-12-2013            | tip48           | -            |                                                             |
| Op een onbewoond eiland                              | 2014                  | 31-05-2014            | tip63           | -            | Nr. 5 in de Vlaamse Top 10                                  |
| Die roos                                             | 2016                  | 07-10-2016            | -               | -            | Afrikaanstalig                                              |
| Afrika                                               | 2017                  | 03-02-2018            | tip             | -            | Afrikaanstalig                                              |